# Национал-легионерское государство
Национал-легионерское государство (рум. Statul Naţional Legionar); официальное название — Королевство Румыния (рум. Regatul României) — название режима, правившего Румынией в течение пяти месяцев, с 14 сентября 1940 года по 14 февраля 1941 года. Режим возглавлял генерал Ион Антонеску в сотрудничестве с Железной гвардией — румынской фашистской клерикальной национал-мистической, антикоммунистической и антисемитской партией. Хотя Железная гвардия входила в состав румынского правительства с 28 июня 1940 г., 14 сентября она добилась доминирующего положения, что привело к провозглашению Национал-легионерского государства.
27 сентября 1940 г. Румыния вышла из Балканского пакта. 8 октября на территорию Румынии начали переходить немецкие войска, численность которых вскоре превысила 500 тыс. человек. 23 ноября Румыния официально присоединилась к державам оси. 27 ноября 64 бывших высокопоставленных чиновника и должностных лица были казнены Железной гвардией в ходе резни в Жилаве. И без того суровое антисемитское законодательство было расширено, 4 октября была проведена экспроприация принадлежащей евреям сельской собственности, 17 ноября - лесов, а 4 декабря - речного транспорта.
20 января 1941 года Железная гвардия предприняла попытку переворота, сопровождавшуюся погромом бухарестских евреев. В течение четырех дней Антонеску успешно подавил переворот, и Железная гвардия была вытеснена из правительства. Сима и многие другие легионеры укрылись в нацистской Германии, другие были заключены в тюрьму. 14 февраля 1941 г. Антонеску официально упразднил Национал-легионерское государство.

### Марки эпохи Национал-легионерского государства

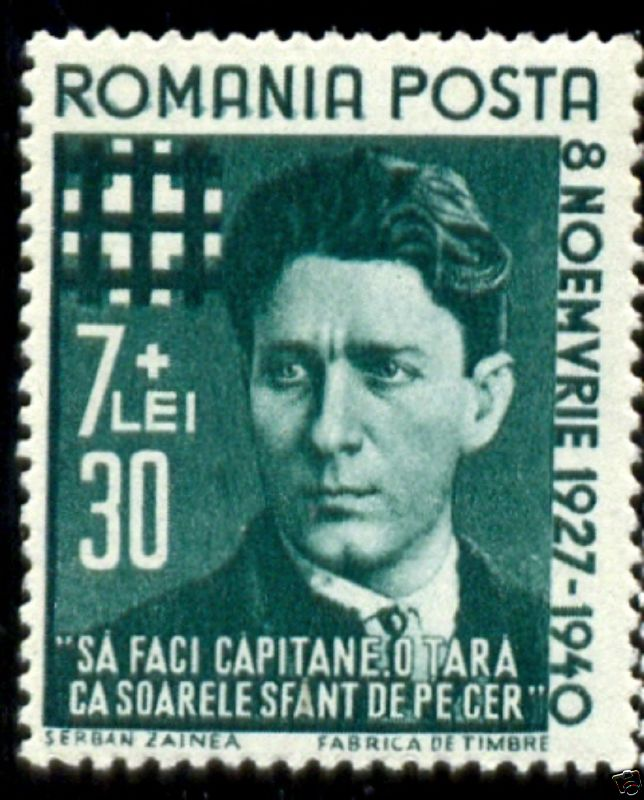
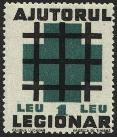
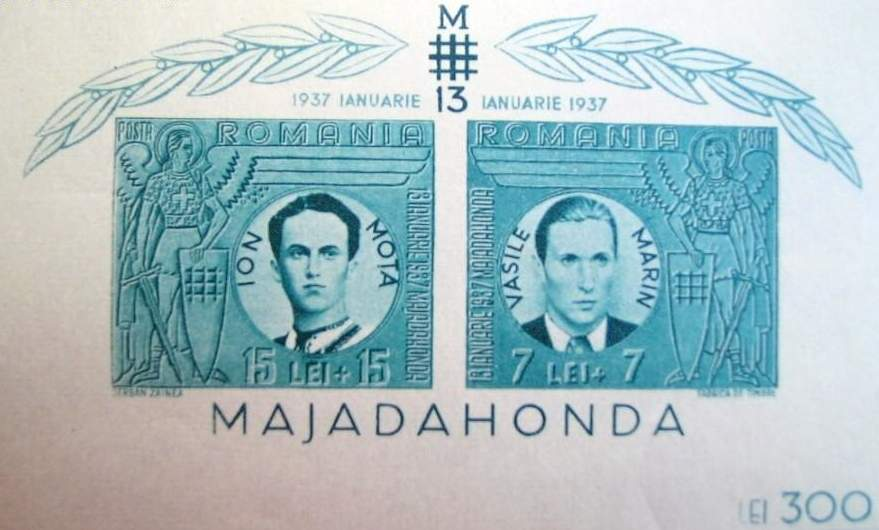

## Предтеча
Впервые Железная гвардия вступила в союз с румынским правительством в начале 1938 г., когда 8 февраля 1938 г. тогдашний премьер-министр Октавиан Гога заключил с лидером Железной гвардии Корнелиу Зелей Кодряну соглашение об ограниченном сотрудничестве. Однако эта политическая договоренность вызвала недовольство короля Кароля II, который 11 февраля отстранил Гогу от должности и заменил его патриархом Мироном Кристя.
С 28 июня по 4 июля 1940 г. Хория Сима, номинальный лидер Железной гвардии после смерти Кодряну, занимал должность заместителя государственного секретаря в Министерстве образования. После оккупации Бессарабии и Северной Буковины советскими войсками Железная гвардия была введена в состав кабинета Иона Джигурту, пришедшего к власти 4 июля 1940 года. В состав нового правительства были назначены три легионера: Василе Новану — министром общественного богатства, Хория Сима — министром религии и искусств, а Августин Бидяну — заместителем государственного секретаря Министерства финансов. Однако 7 июля Сима подал в отставку, поскольку ему было отказано в создании чисто легионерского кабинета, в то время как двое его коллег сохранили свои посты. Министром пропаганды стал сторонник и идеолог Железной гвардии Ничифор Крейник. После отставки Симы 7 июля его сменил другой легионер Раду Будиштяну.

## Территория и численность населения
Территория Национал-легионерского государства составляла примерно 195 тыс. кв. км (или чуть более 75 тыс. кв. миль). Оно имело ту же территорию, что и современная Румыния, за исключением Северной Трансильвании, которая была уступлена Венгрии по итогам Второго Венского арбитража. Кроме того, ей принадлежали несколько островов в дельте Дуная, а также остров Змеиный в Чёрном море. С 1948 г. они входят в состав Украины.
Перепись населения Румынии была проведена 6 апреля 1941 года и зафиксировала численность населения в 13 535 757 человек. Несмотря на то, что перепись проводилась почти через два месяца после распада Национал-легионерского государства, границы Румынии остались прежними.

## История

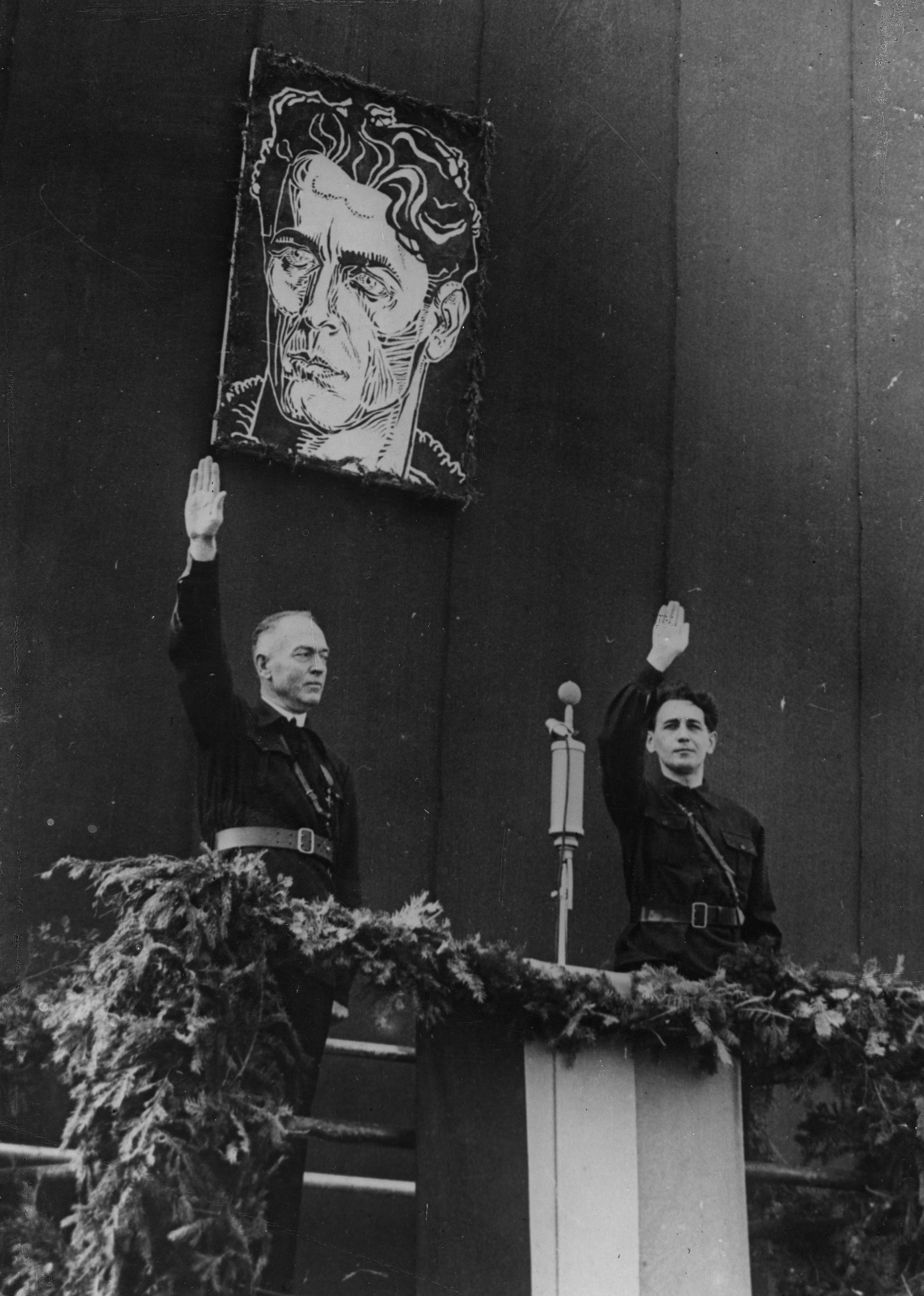
Ион Антонеску и Хория Сима, лидеры Национал-легионерского государства

6 сентября 1940 года король Кароль II был вынужден отречься от престола, и его заменил 19-летний сын Михай. Первым актом нового короля стало наделение генерала Иона Антонеску неограниченными полномочиями кондукэтора (лидера) Румынии, а сам он был низведён до церемониальной роли. Указ от 8 сентября ещё более определил полномочия Антонеску. Чтобы сохранить контроль над страной и в то же время уступить ведущую роль Железной гвардии, Антонеску 14 сентября приказал королю Михаю провозгласить Румынию Национал-легионерским государством. Легионерское движение/Железная гвардия стали «единственным движением, признанным в новом государстве», превратив Румынию в тоталитарную страну.
Антонеску стал почетным руководителем легиона, а Сима — заместителем премьер-министра. Министрами стали ещё пять легионеров, в том числе князь Михай Стурдза (министр иностранных дел) и генерал Константин Петровическу (министр внутренних дел). Во всех пятидесяти румынских уездах были назначены легионерские префекты. Гвардия получила четыре портфеля: Внутренние дела, Образование, Иностранные дела и Культы. Кроме того, большинство постоянных секретарей и директоров этих министерств также были легионерами. Будучи доминирующей политической силой, Гвардия также контролировала прессу и пропагандистские службы.
6 октября 1940 г. Антонеску принял участие в митинге Железной гвардии, одетый в форму легионеров. 8 октября немецкие войска начали переправляться в Румынию, и вскоре их численность превысила 500 тыс. человек. 23 ноября Румыния присоединилась к державам оси. 27 ноября в тюрьме Жилавы в ожидании суда Железной гвардией были казнены 64 бывших высокопоставленных чиновника. Позднее в тот же день были убиты историк и бывший премьер-министр Николае Йорга и экономист Вирджил Марджару, бывший министр правительства. 1 декабря в Алба-Юлии состоялся очередной митинг Железной гвардии, посвящённый 22-летию объединения Трансильвании с Румынией. Антонеску вновь принял участие в митинге и выступил с речью.
После провозглашения 14 сентября Национал-легионерского государства Легион стал правящей партией, но был вынужден делить исполнительную власть с армией. Новый легионерский режим имел ритуальную основу, основанную на культе погибшего лидера гвардии (Кодряну) и других легионерских мучеников. Эксгумация, публичное захоронение и реабилитация легионерских мучеников ретроспективно рассматривались Симой как важнейшая задача, оправдывающая приход легиона к власти. Эксгумация останков Кодряну и последующее перезахоронение (21-23 ноября) подтвердили харизму Кодряну как основу легионерской идеологии. В день перезахоронения Кодряну главная легионерская газета «Слово» писала: «Сегодня день воскресения капитана. Он воскрес, как и обещал, согласно Евангелию. Он воскрес, восстав из могилы, чтобы представить нам саму Румынию, похороненную этим грешным веком». Молодой Эмиль Чоран в свои 20 лет горячо поддержал культ Кодряну: «За исключением Иисуса, ни одно другое мертвое существо не присутствовало так среди живых. Думал ли кто-нибудь о том, чтобы забыть его? Этот мертвец распространил благоухание вечности над нашим человеческим навозом и вернул небо над Румынией». Однако вскоре после перезахоронения Кодряну Легион устроил резню, убив более 60 бывших сановников. Таким образом, Легион достиг своей цели: старый порядок рухнул под его ударами, а все враги Легиона были наказаны. Перезахоронение тела Кодряну состоялось 30 ноября, на нем присутствовали Ион Антонеску, Хория Сима, Бальдур фон Ширах, Эрнст Вильгельм Боле и 100 тыс. членов Железной гвардии.
Декрет, установивший 14 сентября Национал-легионерский режим, поставил Антонеску и Симу в равные условия. 28 октября Сима обвинил Антонеску в том, что тот нарушил декрет, разрешив функционирование демократических партий. Он утверждал, что такое политическое разнообразие противоречит принципам тоталитарного государства. Сима также хотел применить нацистские принципы к экономике Румынии, чтобы поставить её под централизованный контроль. В связи с этим 16 октября он обратился с письмом к Антонеску, но тот отверг эту идею. Отношения между Антонеску и гвардией достигли предела после резни в Жилаве. Несмотря на нарастающее напряжение, обе стороны достигли временного перемирия, которое позволило легионеру сохранить пост начальника бухарестской полиции, но предусматривало публичное осуждение убийств в Жилаве.
Национал-легионерское государство приняло несколько антисемитских декретов. 4 октября была экспроприирована принадлежавшая евреям сельская собственность, 17 ноября — леса, а 4 декабря — речной транспорт.
10 ноября 1940 г. в стране произошло мощное землетрясение, разрушившее 65 тыс. домов.

### Внешнее развитие
В начале октября 1940 г. в Румынию были переброшены 15 тыс. немецких военнослужащих для защиты нефтеперерабатывающих заводов в Плоешти, которые были необходимы Германии для ведения военных действий. Эта односторонняя акция Германии, проведенная без согласования с Бенито Муссолини (союзником Гитлера по «оси» и лидером фашистской Италии), побудила последнего начать вторжение в Грецию. Последовавшая за этим итало-греческая война обернулась военной ошибкой: греки предприняли контрнаступление и на полгода оккупировали часть территории Албании, находившейся под властью Италии. Однако ввод немецких войск в Румынию не был вторжением, поскольку произошел с согласия Антонеску. Первые немецкие войска прибыли в Румынию 10 октября, отчасти в ответ на просьбу Антонеску о военной помощи, помимо основной цели — защиты румынских нефтяных месторождений. Впоследствии, 23 ноября и 25 ноября, соответственно, Румыния присоединилась к Тройственному пакту и Антикоминтерновскому пакту. Несмотря на такое ужесточение отношений с Германией, немецкое меньшинство в Румынии (насчитывавшее после территориальных потерь 300 тыс. человек) не было полностью избавлено от процесса румынизации. Если немцев из Баната и Трансильвании в Рейх было репатриировано немного, то число репатриированных этнических немцев из Южной Буковины и Добруджи составило 76,5 тыс. человек. Германо-румынская конвенция, санкционировавшая эти репатриации, была подписана 22 октября 1940 года. Согласно этой конвенции, румынское государство получило недвижимость, ранее принадлежавшую репатриированным немцам, в обмен на выплату компенсации Рейху. Вновь приобретенная собственность (земли и дома) должна была использоваться румынским государством для размещения этнических румынских беженцев из Болгарии, перемещенных в результате Крайовского соглашения. 4 декабря между Румынией и Германией было подписано десятилетнее торговое соглашение, предусматривающее «экономическое восстановление» Румынии.
27 сентября 1940 г. Румыния вышла из Балканского пакта. В тот же день было подписано торговое соглашение с одним из участников пакта — Турцией. 19 декабря было подписано ещё одно торговое соглашение между Румынией и Югославией, ещё одним участником Балканского пакта. В последние дни существования Национал-легионерского государства, 10 и 12 февраля, Великобритания и Бельгия разорвали отношения с Румынией.
Пограничные стычки с Советским Союзом продолжались в течение всего периода существования Национал-легионерского государства. Осенью 1940 г. советские войска заняли несколько румынских островов в дельте Дуная. Пограничные инциденты происходили ежедневно. Советские войска были сосредоточены на румынской границе, советские самолёты постоянно вторгались в воздушное пространство Румынии, а в январе 1941 г. советские суда попытались силой войти в румынские воды. Пик напряженности пришелся на январь 1941 г., когда советские войска в ультимативной форме потребовали установить контроль над дельтой Дуная. Начались пограничные столкновения в районе города Галац (уезд Ковурлуй), где румыны вели работы по постановке мин заграждения в Дунае, в ходе которых с обеих сторон погибло от 26 до 100 человек.

### Крушение режима
20 января 1941 г. Железная гвардия предприняла попытку переворота, совмещенную с погромом бухарестских евреев. 22 января, в разгар восстания, Железная гвардия совершила ритуальное убийство 200[уточнить] евреев на бухарестской бойне, в то время как легионеры пели христианские гимны, «акт жестокости, возможно, уникальный в истории Холокоста». В течение четырёх дней Антонеску успешно подавил переворот. Железная гвардия была вытеснена из правительства. Сима и многие другие легионеры укрылись в Германии, остальные были заключены в тюрьму. Антонеску упразднил Национал-легионерское государство, вместо него провозгласив Румынию «Национальным и социальным государством».
В ходе подавления восстания были получены также некоторые данные о военной технике, использовавшейся Железной гвардией, — только в Бухаресте она насчитывала 5 тыс. единиц огнестрельного оружия (револьверы, винтовки и пулемёты) и множество гранат. Легион располагал также небольшой бронетехникой, состоящей из двух бронированных полицейских машин и двух бронированных гусеничных транспортеров Malaxa UE. В качестве транспорта только в Бухаресте Легион располагал почти 200 грузовиками.
14 февраля 1941 г. Национал-легионерское государство было официально упразднено. Впоследствии было арестовано более 9 тыс. человек, причастных к восстанию легионеров, из которых почти 2 тыс. (точнее, 1842) были приговорены к различным срокам заключения — от нескольких месяцев до пожизненного.

## Военное производство

### Стрелковое оружие
В период с 1938 по июнь 1941 г. в Румынии было произведено более 5000 лёгких пулемётов ZB vz. 30. Это означает, что в среднем в месяц производилось более 120 пулемётов, т.е. за 4 месяца существования Национал-легионерского государства было произведено около 500 пулемётов.

### Артиллерийские орудия
С 1938 по май 1941 г. в Румынии было произведено 102 37-мм зенитных орудия Rheinmetall, что составляет в среднем 2,5 единицы в месяц, т.е. за 4 месяца существования Национал-легионерского государства было произведено около 10 орудий.
В период с 1936 по июль 1941 г. в Румынии было произведено 100 75-мм зенитных орудий Vickers, что составляет в среднем 1,5 единицы в месяц, т.е. за 4 месяца существования Национал-легионерского государства было произведено около 6 орудий.

### Бронетанковая техника
Со второй половины 1939 г. по март 1941 г. Румыния произвела 126 бронированных тракторов Malaxa. Это составляет в среднем чуть более 6 тракторов в месяц, т.е. за 4 месяца существования Национал-легионерского государства было произведено около 25 тракторов.

### Самолеты
В период существования Национал-легионерского государства, с октября по декабрь 1940 г., было поставлено 20 легких бомбардировщиков IAR 39. В период с апреля 1939 г. по март 1943 г. Румыния произвела 210 учебно-тренировочных самолетов Fleet 10G. Это означает, что среднемесячное производство составляло 4,5 самолета, т.е. за 4 месяца существования Национал-легионерского государства было произведено около 17 самолетов.

## Наследие
По словам британского историка Денниса Делетанта: "Так закончилась уникальная глава в истории фашизма в Европе. Гвардия была единственным радикальным движением правых в Европе, пришедшим к власти без помощи Германии или Италии, и единственным, кто был свергнут в период господства нацистской Германии в континентальной Европе".
Национал-легионерское государство обеспечило вступление Румынии в Ось, сначала де-факто, приняв в страну немецкую армию, а вскоре после этого и де-юре, подписав Трехсторонний и Антикоминтерновский пакты. Кроме того, в ходе резни в Жилаве была уничтожена большая часть традиционного политического класса Румынии, а в январе 1941 г. сам режим был подавлен и уже в феврале официально упразднен. От эпохи Национал-легионерского государства сохранились кадры нескольких исторически ценных выступлений, таких как совместная речь Антонеску и Симы, и похороны основателя гвардии Корнелиу Зеля Кодряну.